# Cautethia noctuiformis
Cautethia noctuiformis este o specie de molie din familia Sphingidae. Este întâlnită în Caraibe. A fost descrisă de Walker în 1856. 
Anvergura este de  28-40 mm. 
Larvele se hrănesc cu Chiococca alba în Puerto Rico și cu specii de Exostema în Cuba. 

## Subspecii
- Cautethia noctuiformis noctuiformis (Barbuda, Antigua, Cuba, Hispaniola, Puerto-Rico, St. Thomas, St. Martin, St. Bartholomew and the Lesser Antilles)[2]
- Cautethia noctuiformis bredini Cary, 1970 (Antigua, Barbuda and the British Virgin Islands)[3]
- Cautethia noctuiformis choveti Haxaire, 2002 (Guadeloupe)